# Софолово
Со́фолово (фин. Sohvola) — упразднённая деревня на территории Лесколовского сельского поселения Всеволожского района Ленинградской области.

## История
Впервые упоминается в Писцовой книге Водской пятины 1500 года как деревня Софоново в Куйвошском погосте.
Затем — как деревня Согволово на карте Санкт-Петербургской губернии Ф. Ф. Шуберта 1834 года.

СОФОЛОВО — деревня, принадлежит графу Александр Остерману Толстому, жителей по ревизии 22 м. п., 29 ж. п. (1838 год)

На карте профессора С. С. Куторги 1852 года обозначена как деревня деревня Согволова.

СОДОИЛОВА — деревня гр. Остермана Толстаго, 8 дворов, 36 душ м. п. (1856 год)

Число жителей деревни по X-ой ревизии 1857 года: 45 м. п., 29 ж. п..
В 1859 году, за пение рун финскому поэту и собирателю фольклора Ф. А. Саксбеку, крепостной Онтропо Мельников был бит розгами во дворе барского дома.

СОФОЛОВО — деревня владельческая, при реке Явлоге; 13 дворов, жителей 70 м. п., 66 ж. п. (1862 год)

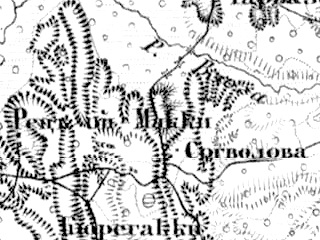
Деревня Софолово на карте 1872 года

Согласно карте Санкт-Петербургской губернии Ф. Ф. Шуберта 1872 года деревня называлась Согволова.
Согласно подворной переписи 1882 года в деревне проживали 18 семей, число жителей: 57 м. п., 63 ж. п., лютеране: 38 м. п., 47 ж. п., разряд крестьян — собственники, а также пришлого населения 2 семьи, в них: 5 м. п., 4 ж. п., все лютеране.
В 1894—1895 годах финская собирательница рун Фанни Мария Паюла приезжала в деревню Софолово записывать руны в исполнении местных жительниц, ижорских рунопевиц Тарьи Корпуна (1835—?) и Лукерьи Мельниковой (1857—?).

СОФОЛОВО — деревня, Вуольского сельского общества, 23 двора, 69 м. п., 73 ж. п., всего 142 чел. (1896 год)

В деревне работала церковно-приходская школа, кроме того в деревне находился Воспитательный дом, при котором также была школа.
В конце XIX — начале XX века деревня административно относилась к Матокской волости 2-го стана Шлиссельбургского уезда Санкт-Петербургской губернии. Население деревни было однородным — ижорским.
По данным 1914 года в деревне находилась мукомольная мельница с лесопильной рамой.
Согласно переписи населения СССР 1926 года:

САФОЛОВО — деревня Лехтусского сельсовета Куйвозовской волости, 41 хозяйство Ленинградского уезда, 214 душ.

Из них: русских — 32 хозяйства, 177 душ (89 м. п. и 88 ж. п.); ингерманландцев — 7 хозяйств, 26 душ (17 м. п. и 9 ж. п.); эстов — 2 хозяйства, 11 душ (5 м. п. и 6 ж. п.). (1926 год)

В состав Лехтусского сельсовета по данным переписи населения 1926 года входили деревни: Койвикюля, Кюрехага, Лехтусы и Сафолово. В том же 1926 году был организован Лехтусский финский национальный сельсовет, население которого составляли: финны — 1323, русские — 407, другие нац. меньшинства — 28 человек.
По административным данным 1933 года в Лехтусский сельсовет Куйвозовского финского национального района входили: деревни Кирчино, Койвукюля, Кюрехага, Лехтусы, Реппо, Сергеевка, Софолово; выселки Общий Труд и Турпенпуския, общей численностью населения 1688 человек.
Национальный сельсовет был ликвидирован весной 1939 года.
Согласно переписи населения СССР 1939 года:

САФОЛОВО — деревня Лехтусского сельсовета Парголовского района, 183 чел. (1939 год)

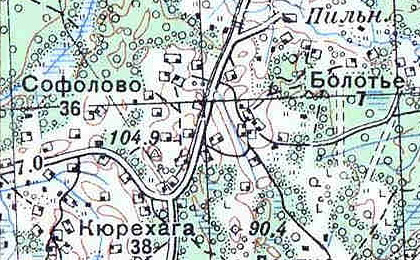
Деревня Софолово на карте 1939 года

Согласно топографической карте РККА 1939 года деревня насчитывала 36 дворов. В 1940 году деревня также насчитывала 36 дворов.
До 1942 года — место компактного проживания ингерманландских финнов.
Сейчас урочище Саффолово. К северу от урочища расположена гора Малиновая.

## Известные жители
- Онтропо Мельников (1834—1915) — ижорский рунопевец
- Тарья Корпуна (1835—?) — ижорская рунопевица
- Лукерья Мельникова (1857—?) — ижорская рунопевица[24]

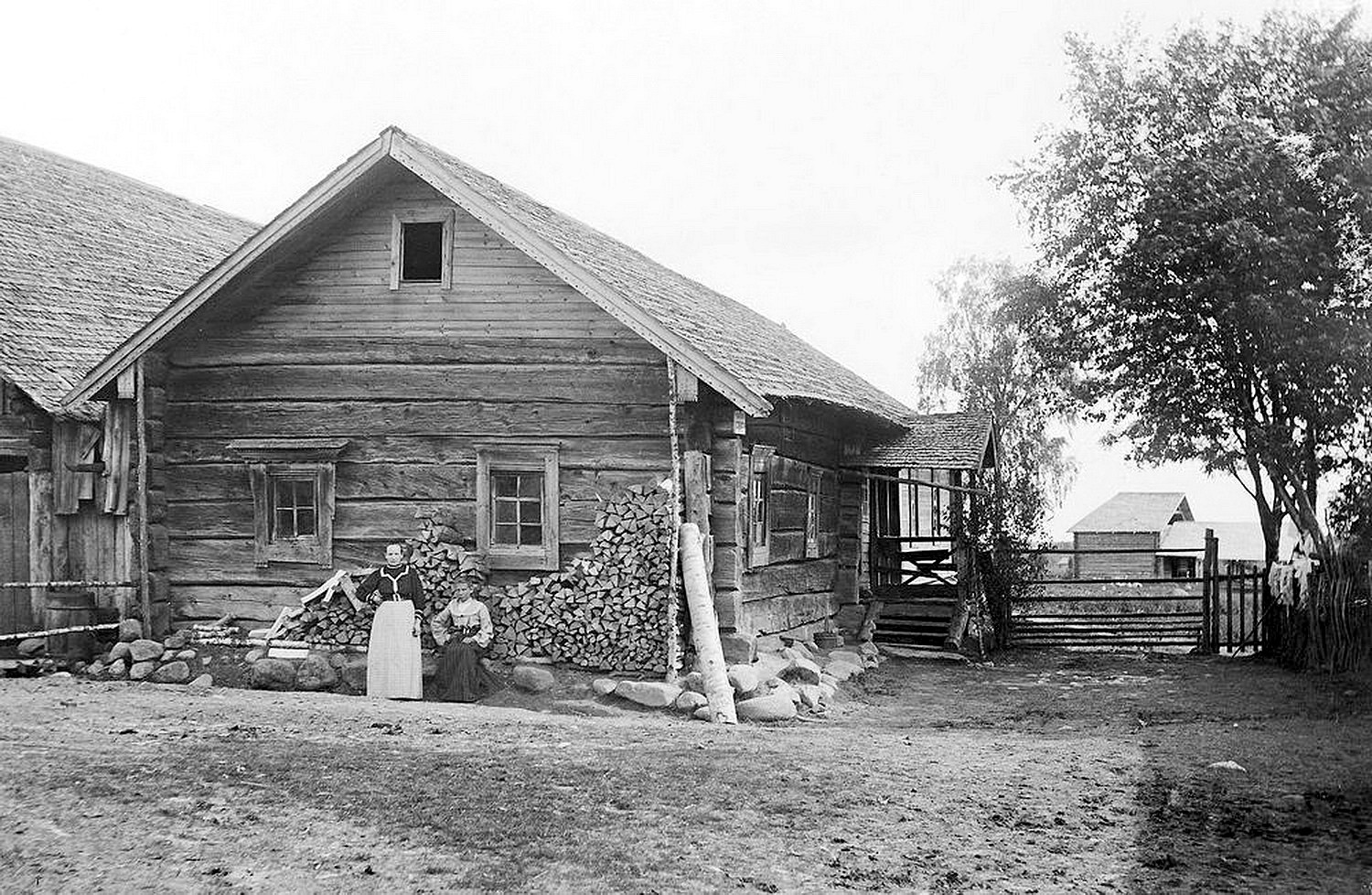
Софолово. Дом Онтропо Мельникова. 1911 год
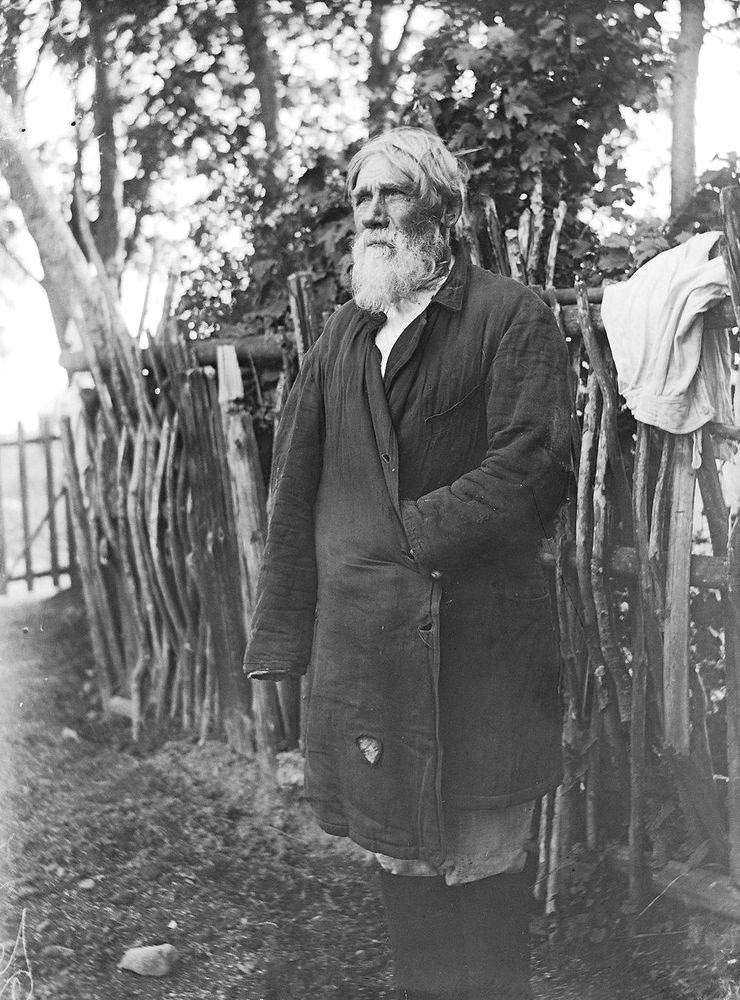
Онтропо Мельников. 1911 год